# Paradonea splendens
Espèce
Synonymes
- Adonea splendens Lawrence, 1936

Paradonea splendens est une espèce d'araignées aranéomorphes de la famille des Eresidae.

## Distribution
Cette espèce se rencontre au Botswana et en Afrique du Sud.

## Description
Le mâle holotype mesure 9 mm.

## Publication originale
- Lawrence, 1936 : Scientific results of the Vernay-Lang Kalahari Expedition, March to September 1930. Spiders (Ctenizidae excepted). Annals of the Transvaal Museum, vol. 17, no 2, p. 145-158 (texte intégral).